# Де Вохт, Лисбет

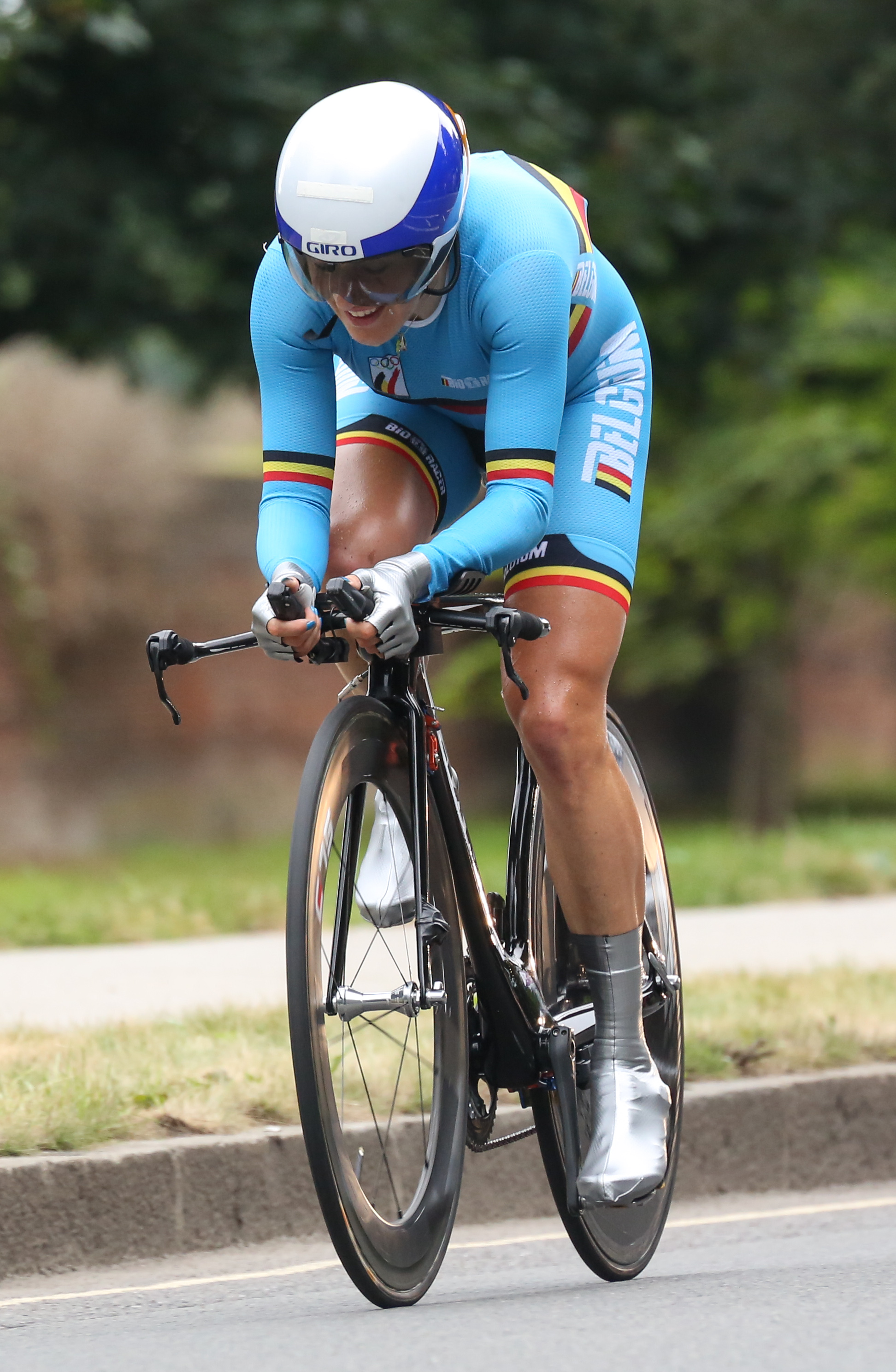
На Олимпийских играх в Лондоне

Лисбет Де Вохт (нидерл. Liesbet De Vocht, род. 5 января 1979, Тюрнхаут, Антверпен) — бельгийская профессиональная шоссейная велогонщица, спортивный директор женской команды Lotto Soudal.

## Карьера
В 2009, 2011, 2012 и 2013 годах становилась чемпионкой Бельгии в индивидуальной гонке, а в 2010 и 2013 годах была чемпионкой в групповой гонке.
Участвовала в летних Олимпийских играх 2012 года где заняла 9-е место в групповой гонке и 23-е место в индивидуальной гонке. 
В 2012 году заняла третье место на гонке Халле — Бёйзинген. В том же году выиграла гонки Кнокке-Хейст — Бредене и Гойк — Герардсберген — Гойк.
По окончании сезона 2014 года завершила спортивную карьеру.

## Личная жизнь
Брат Лисбет де Вохт, Вим де Вохт — бывший профессиональный велогонщик.

## Достижения
2006
Ледис Берри Классик Шер
2007
3-я на Чемпионате Бельгии — групповая гонка
3-я на Чемпионате Бельгии — индивидуальная гонка
2008
Омлоп ван хет Хегеланд
2-я на Чемпионате Бельгии — индивидуальная гонка
3-я на Туре Польши
2009
 Чемпионат Бельгии — индивидуальная гонка
Дварс дор де Вестхук
Туре Бретани
1-я в генеральной классификации
1-й этап
3-я на Гран-при Руселаре
2010
 Чемпионат Бельгии — групповая гонка
Дварс дор де Вестхук
2-я на Чемпионате Бельгии — индивидуальная гонка
2-я на Омлоп Хет Ниувсблад
2011
 Чемпионат Бельгии — индивидуальная гонка
2-я на Халле — Бёйзинген
2-я на Терме Кассеейеномлоп
3-я на Туре Бохума
2012
 Чемпионат Бельгии — индивидуальная гонка
Кнокке-Хейст — Бредене
Гойк — Герардсберген — Гойк
2-я на Эрондегемсе Пейл
2-я на Туре Бельгии
3-я на Халле — Бёйзинген
3-я на Туре острова Чунмин
3-я на Опен Воргорда TTT
7-я на Туре острова Чунмин Кубок мира
9-я на Олимпийские игры — групповая гонка
2013
 Чемпионат Бельгии — групповая гонка
 Чемпионат Бельгии — индивидуальная гонка
2-я на 7-Dorpenomloop van Aalburg
2014
2-я на Чемпионате Бельгии — индивидуальная гонка
2-я на Эрондегемсе Пейл
3-я на Трофее Мартена Винантса
7-я на Туре Фландрии

## Рейтинги
| Год                 | 2009 | 2010 | 2011 | 2012 | 2013 | 2014 |
| ------------------- | ---- | ---- | ---- | ---- | ---- | ---- |
| Мировой рейтинг UCI | 48-й | 40-й | 20-й | 20-й | 53-й | 44-й |
|                     |      |      |      |      |      |      |
| Источник: UCI       |      |      |      |      |      |      |